# Autostrady w Turcji
Autostrady w Turcji (tur. otoyol) – sieć tureckich autostrad, licząca ok. 2155 km. Minimalna prędkość na tureckiej autostradzie wynosi 40 km/h, zaś maksymalna – 120 km/h. Wszystkie autostrady posiadają co najmniej 6 pasów (po 3 na daną jezdnię). Autostrady w Turcji posiadają zielone tablice. Treść zapisywana jest czcionką Highway Gothic.

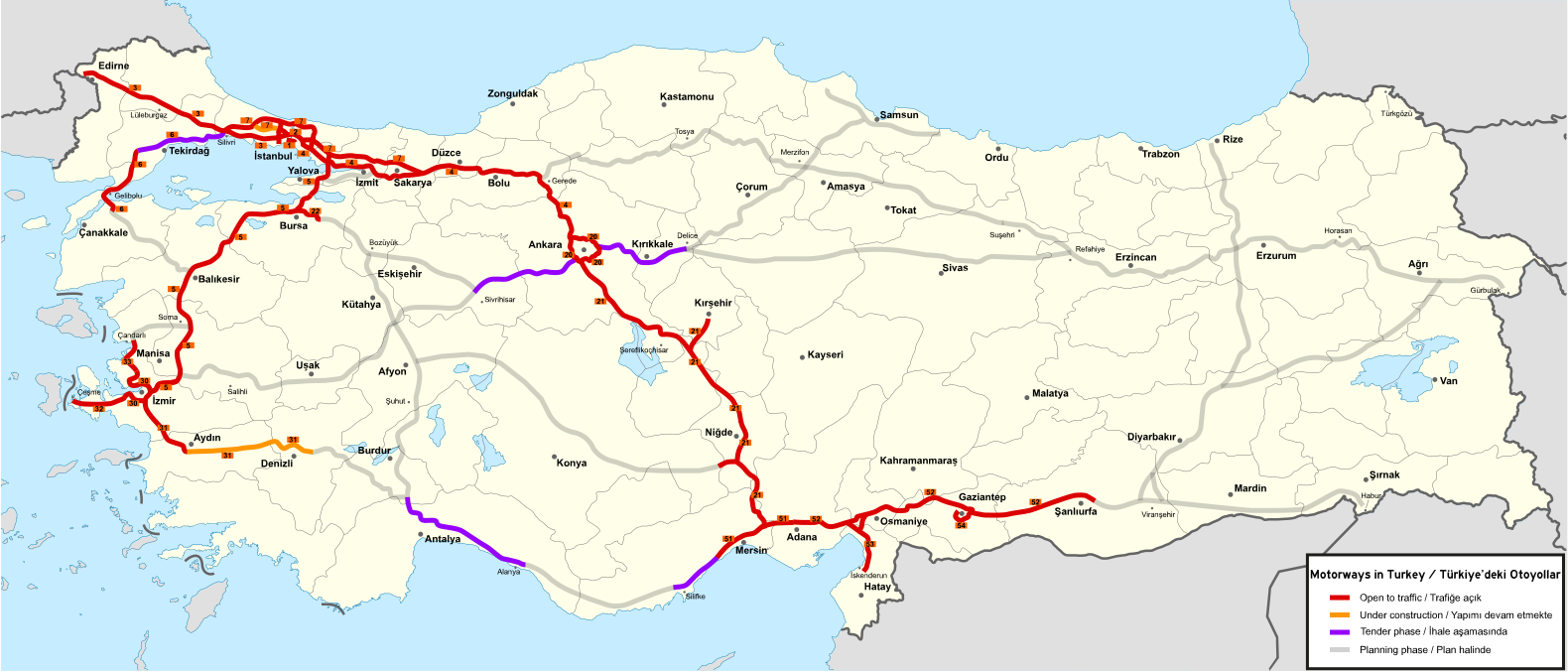
Sieć autostrad w Turcji:
Drogi w eksploatacji
Drogi w budowie
Przetarg na budowę
Drogi w projekcie

Znak autostrady w Turcji

Generalna dyrekcja dróg w Turcji zarządza wszystkimi odcinkami autostrad

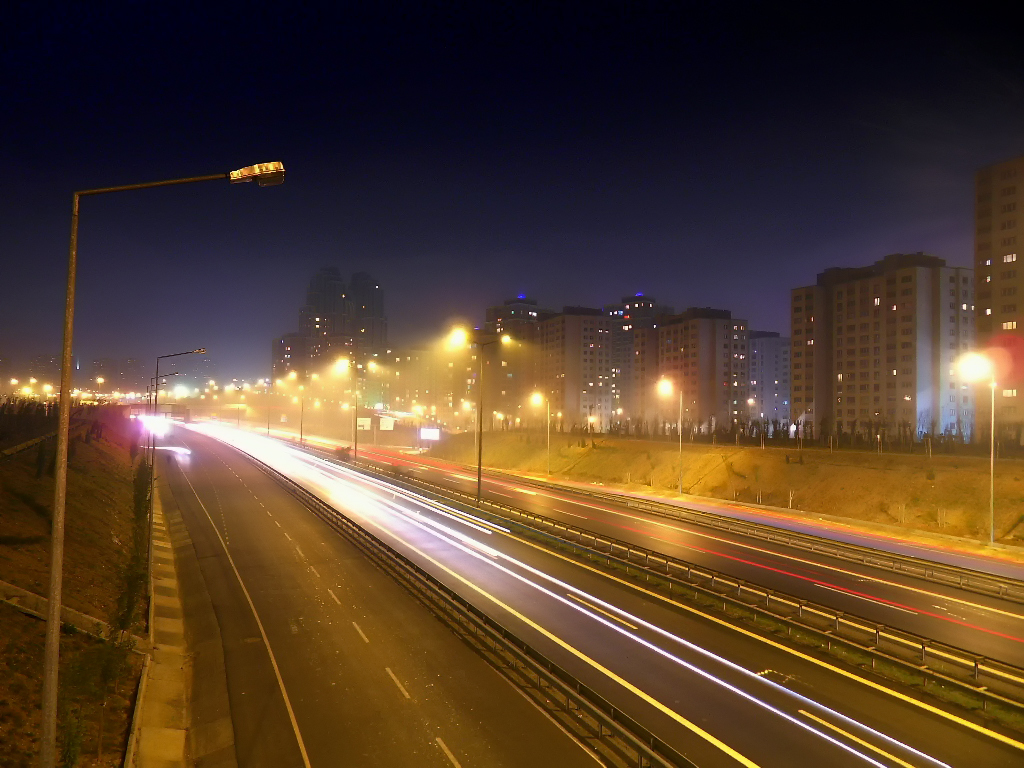
Autostrada O_2 w Stambule

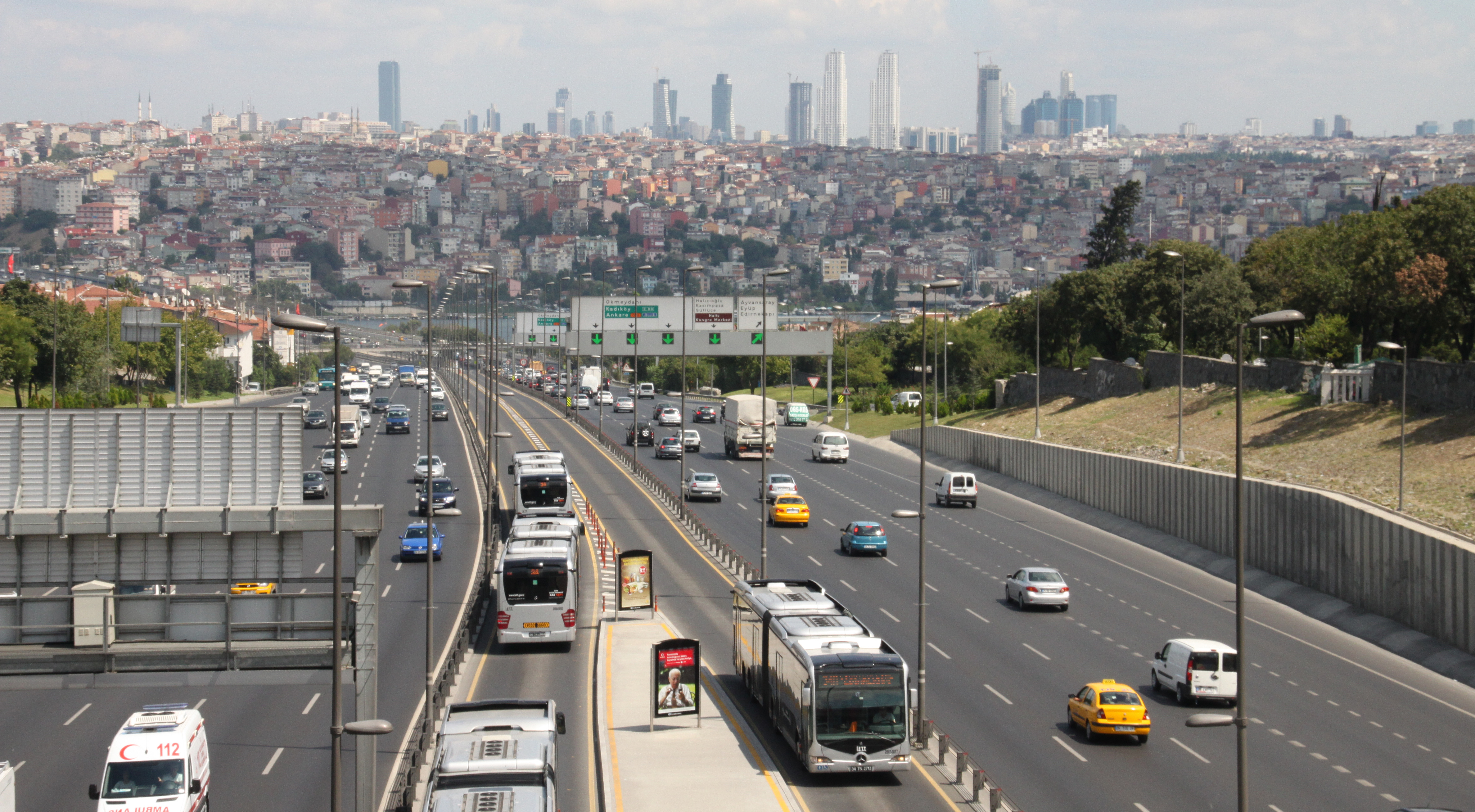
Autostrada O_1 w pobliżu mostu Haliç

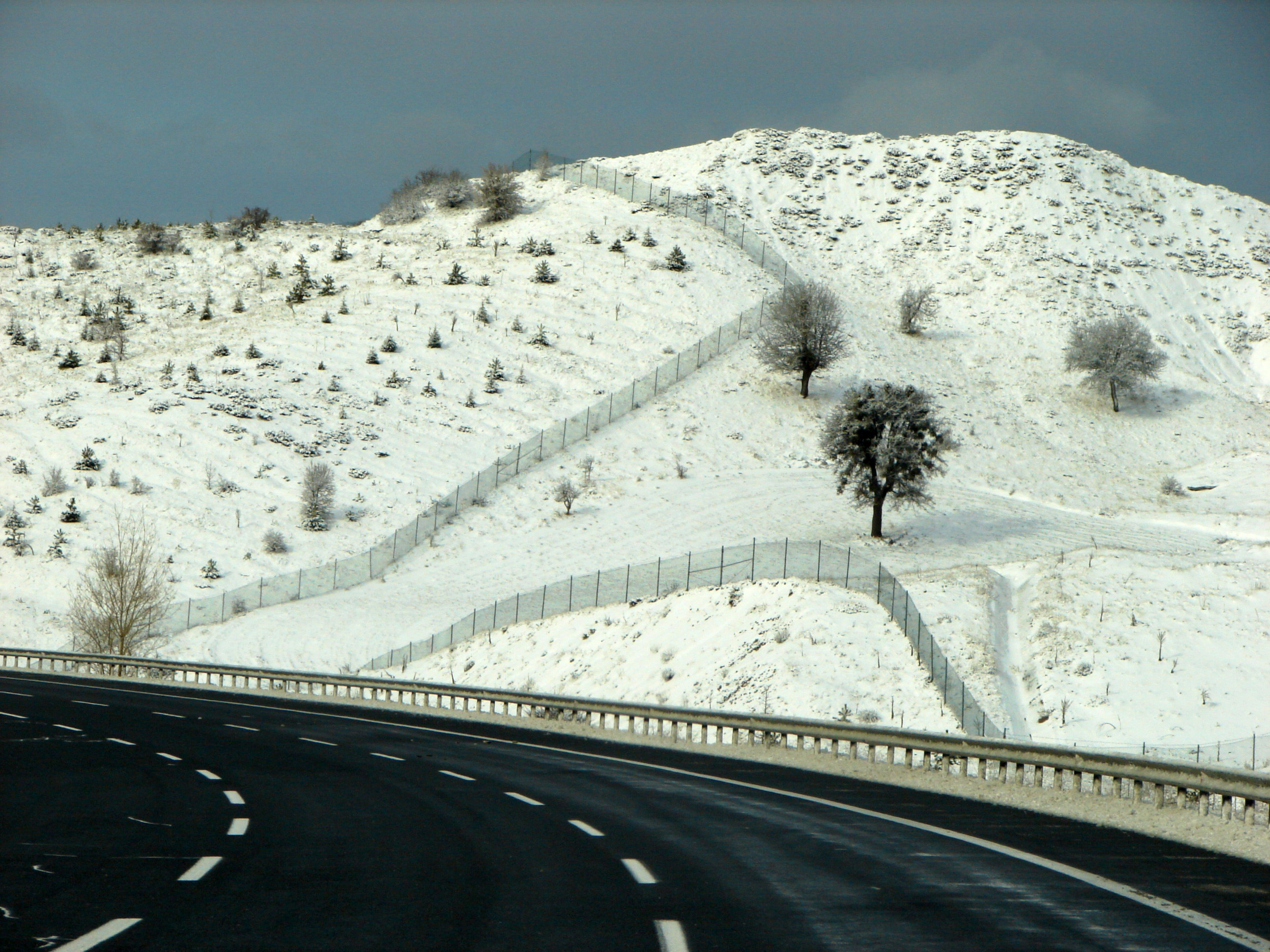
Autostrada O_4 w pobliżu Ankary

     Drogi w eksploatacji
     Drogi w budowie
     Przetarg na budowę
     Drogi w projekcie

## Historia
Sieć tureckich autostrad jest stosunkowo nowa. W 1980 roku istniało zaledwie 27 km dróg i skupione były w Stambule. Obecnie kładzie się duży nacisk na ogólnokrajową rozbudowę sieci. We wrześniu 2009 roku zaplanowano budowę 12 nowych tras samochodowych. Budowa będzie realizowana do 2023 roku, a cała sieć powinna mieć ok. 4773 km długości.

## Opłaty i dane statystyczne
Wszystkie autostrady w Turcji są płatne. Koszt przejazdu zależy od odcinka i przebytej długości. Opłatę uiszcza się w punktach poboru opłat, tylko za pośrednictwem systemu RFID, działającego na podstawie fal HGS i OGS. Możliwość płacenia gotówką została wycofana w ostatnich latach. Dochody z opłat w 2001 roku wyniosły około 203 mln dolarów. W 2012 roku wyniosły już około 542 milionów dolarów. W 2012 roku zarejestrowano 150 mln samochodów, mijających Bosfor. Innymi płatnymi drogami podróżowało ponad 210 mln samochodów.

## Drogi projektowane
W budowie:
- Autostrada Gebze – Оrhangazi – Izmir (O_5)
- Autostrada Kuzey Marmara (O_6)
- Pozostałe części obwodnicy Izmiru (O_30)

W planach:
- Autostrada Ankara – Niğde (O_21)
- Autostrada Stambuł – Izmit
- Autostrada Bursa – Sivrihisar (O_22)
- Autostrada Kınalı – Tekirdağ – Çanakkale – Balıkesir (w tym most przez Dardanele)
- Autostrada Aliaga – Çandarlı
- Autostrada Aydın – Denizli – Burdur Autostrady
- Autostrada Afyon – Antalya – Alanya Autostrady
- Autostrada Ankara – Izmir
- Autostrada Mersin – Silifke
- Autostrady Şanlıurfa – Habur (w tym link do Diyarbakir)
- Autostrada Gerede – Merzifon – Gürbulak
- Autostrada Ankara – Delice – Samsun (w tym obwodnica Samsunu)

## Lista autostrad
| Nr | Nazwa                                                    | Długość | Przebieg                                                           | Mapa                |
| -- | -------------------------------------------------------- | ------- | ------------------------------------------------------------------ | ------------------- |
|    | Boğaziçi Köprüsü Otoyolu                                 | 25 km   | Stambuł – Most Bosforski – Stambuł –                               | Mapa przebiegu O-1  |
|    | İstanbul – Fatih Sultan Mehmet Köprüsü – Anadolu Otoyolu | 37 km   | – Stambuł – Most Mehmeda Zdobywcy – Stambuł –                      | Mapa przebiegu O-2  |
|    | Edirne – İstanbul Otoyolu                                | 229 km  | – Edirne – Lüleburgaz – Çorlu – Stambuł –                          | Mapa przebiegu O-3  |
|    | İstanbul – Ankara Otoyolu                                | 407 km  | Istanbul – Gebze – İzmit – Düzce – Bolu – Gerede – Ankara –        | Mapa przebiegu O-4  |
|    | Istanbul – Bursa Otoyolu                                 | 80 km   | at Gebze – İzmit Bay Bridge – Altinova – Yalova – Gemlik – Bursa – | Mapa przebiegu O-5  |
|    | Ankara Çevre Otoyolu                                     | 110 km  | – Ring wokół Ankary                                                | Mapa przebiegu O-20 |
|    | Tarsus-Ankara-Otoyolu                                    | 69 km   | Tarsus – Pozantı                                                   | Mapa przebiegu O-21 |
|    | İzmir Çevre Otoyolu                                      | 40 km   | – – Ring wokół Izmiru                                              | Mapa przebiegu O-30 |
|    | İzmir – Aydın Otoyolu                                    | 97 km   | Izmir – Aydın                                                      | Mapa przebiegu O-31 |
|    | İzmir – Çeşme Otoyolu                                    | 79 km   | Izmir – Urla – Çeşme                                               | Mapa przebiegu O-32 |
|    | Bursa Çevre Otoyolu                                      | 54 km   | Częściowy ring koło miasta Bursa                                   | Mapa przebiegu O-33 |
|    | Adana Otoyolu                                            | 23 km   | – Adana –                                                          | Mapa przebiegu O-50 |
|    | Adana – Mersin Otoyolu                                   | 88 km   | – Adana – Tarsus – Mersin                                          | Mapa przebiegu O-51 |
|    | Adana – Şanlıurfa Otoyolu                                | 365 km  | – Adana – Ceyhan – } – Osmaniye – Gaziantep – Nizip – Şanlıurfa    | Mapa przebiegu O-52 |
|    | Toprakkale – İskenderun Otoyolu                          | 150 km  | – Dörtyol – İskenderun                                             | Mapa przebiegu O-53 |
|    | Gaziantep Çevre Otoyolu                                  | 35 km   | – Częściowy ring koło Gaziantep                                    | Mapa przebiegu O-54 |